# Trstenik
Trstenik je vesnice patřící do opčiny Orebić v Chorvatsku v Dubrovnicko-neretvanské župě. V roce 2011 zde žilo 116 obyvatel.

## Poloha
Vesnice se nachází v širokém zálivu centrální části jižního pobřeží poloostrova Pelješac, asi 24 km východně od Orebiče. Je přístupná z hlavní pelješacké silnice návaznou spojkou. Vesnice vznikla jako přístav pro přepravu vína, odkud se vyváželo do Dubrovníka, Splitu a Itálie. Význam vesnice klesl po vybudování tunelu Dingač z Potomje na pobřeží.
Je střediskem vinařství, pěstuje se především odrůda plavac mali, z níž se vyrábí proslulé víno dingač, další ekonomickou aktivitou obyvatel je rybolov a cestovní ruch.
V Trsteniku je přístaviště pro jachty s kotvištěm, které je nebezpečné pro jižní větry a oblázková pláž. Trajekt do přístavu Polače na ostrově Mljet byl pro nevýnosnost zrušen, využíván je místo toho přístav Prapratno.
Nad vesnicí se tyčí kopec Ćućin (616 m), kde žijí mufloni a divoká prasata. Také se zde nachází archeologické naleziště v jeskyni Prnčeva špilja. Nálezy dokazují, že byl zdejší kraj osídlen již v době kamenné. U hřbitovního kostela sv. Štěpána jsou fragmenty římské venkovské usedlosti. Zajímavé jsou ruiny kostelíka sv. Jiří pocházejícího z předrománského období. Ve zříceninách bývalého paláce duborvnického místodržícího se dochoval reliéf sv. Blažeje.

## Galerie

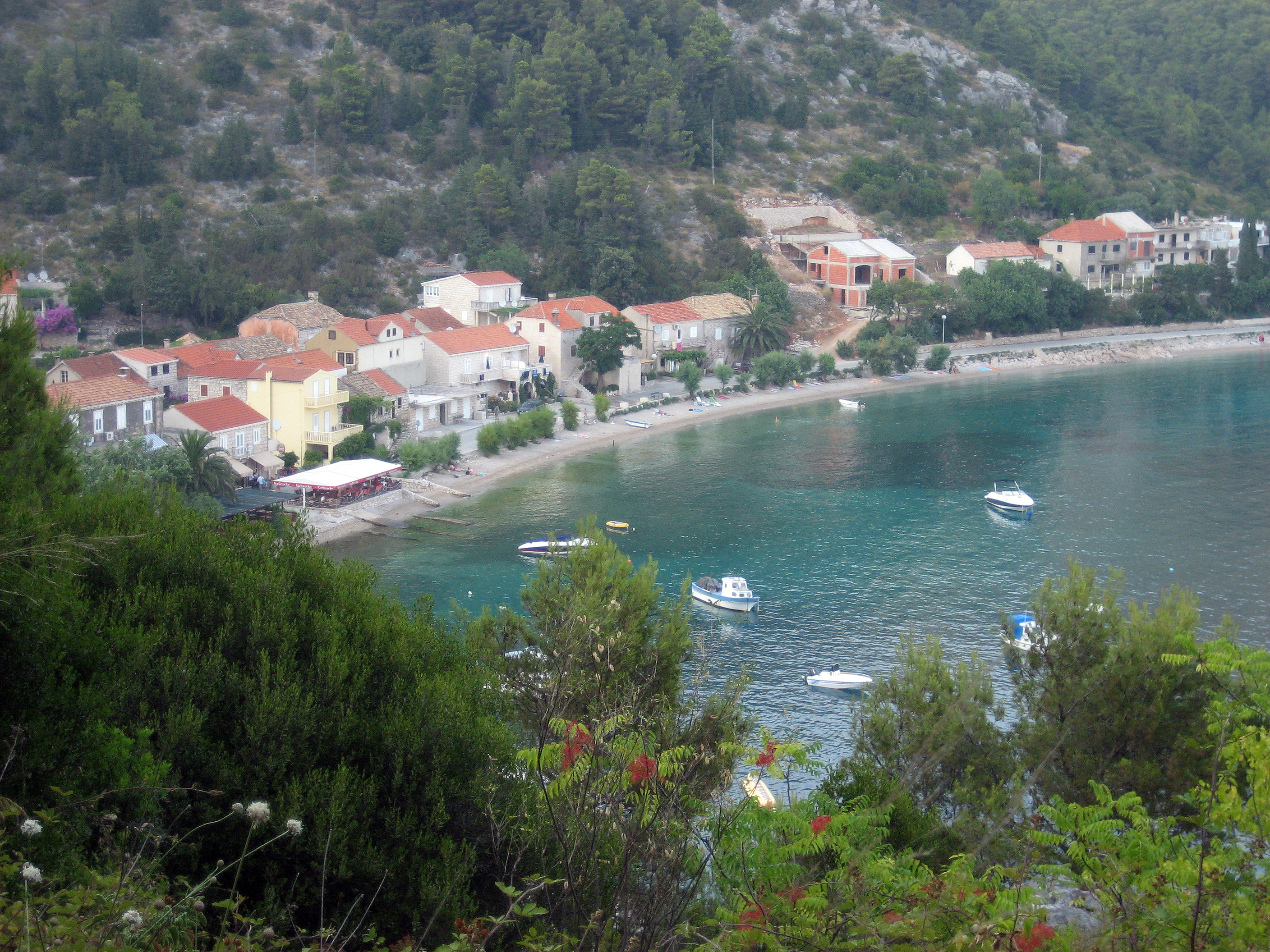
Trstenik - přístav
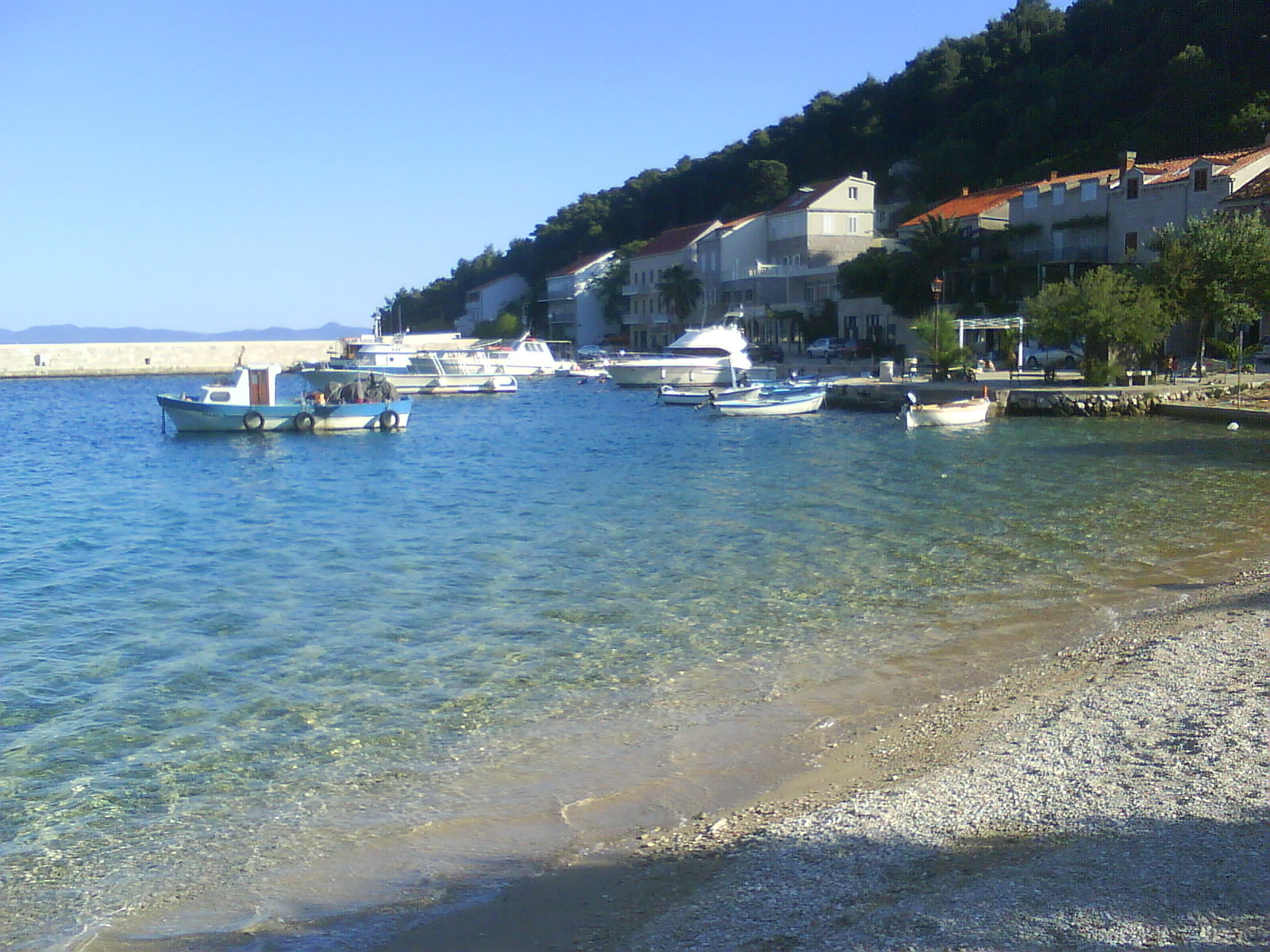
Přístav
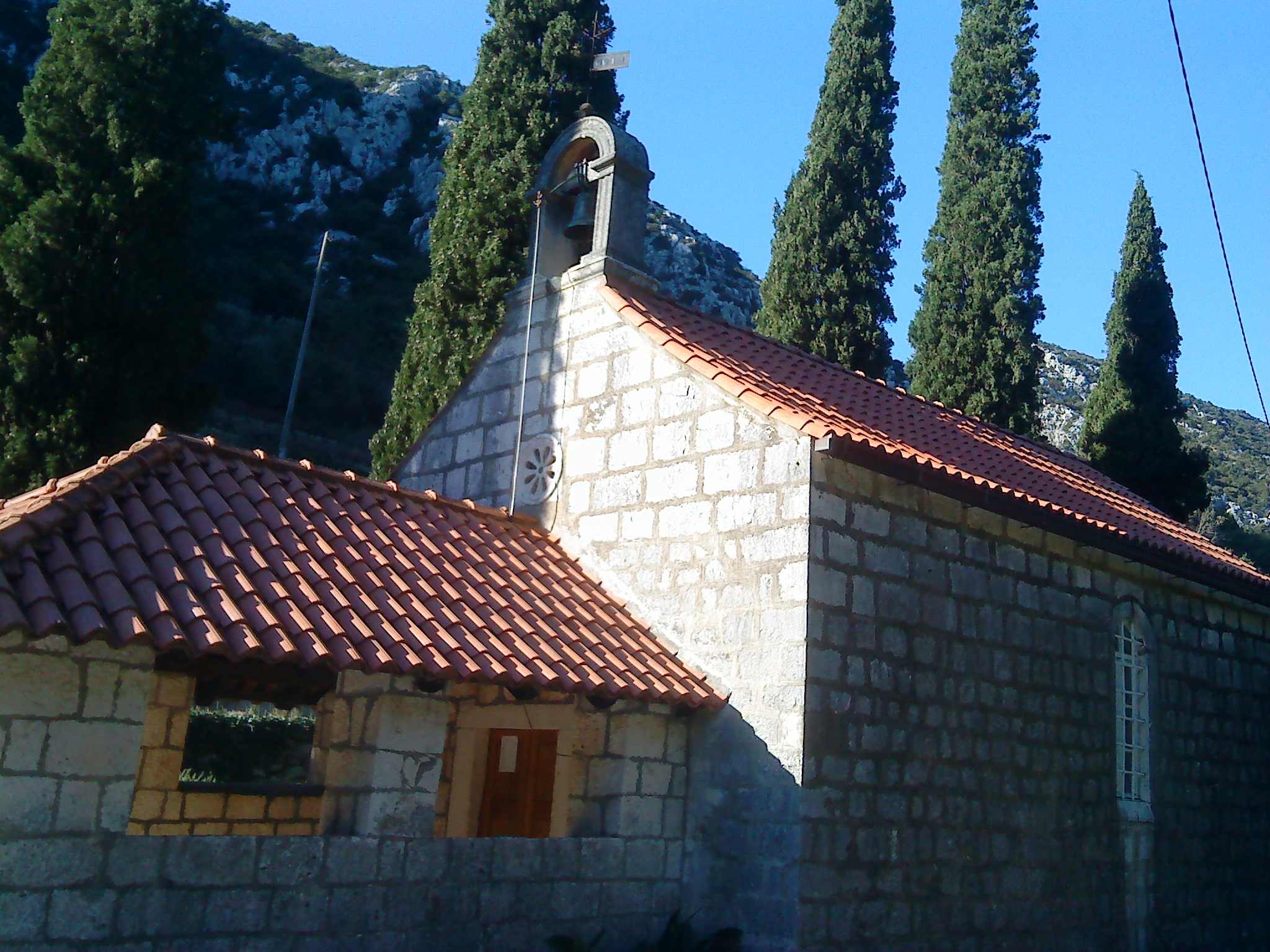
Kostel sv. Antonína Paduánského
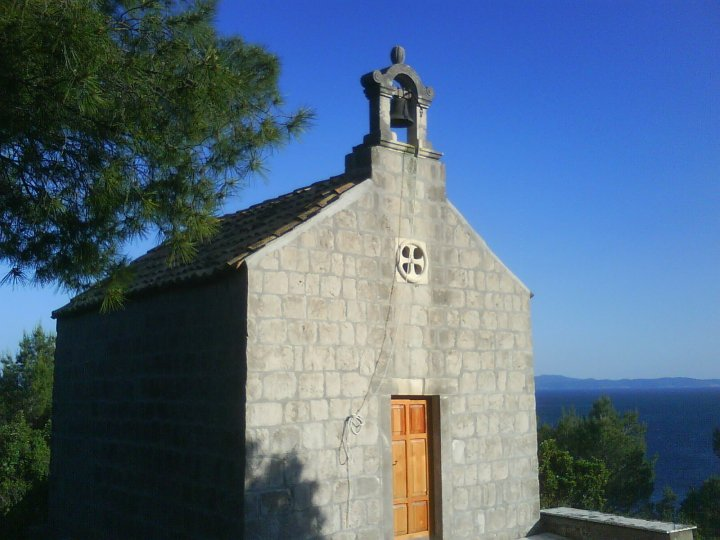
Kaple sv. Michaela